# Rapperswil-Jona
Rapperswil-Jona är en kommun i distriktet See-Gaster i kantonen Sankt Gallen i Schweiz. Kommunen har 28 640 invånare (2023). Huvudort är Jona.
Kommunen ligger på norra sidan av Zürichsjöns östra del. Större delen av befolkningen bor i de två sammanvuxna orterna Rapperswil och Jona som den 1 januari 2007 slogs samman till en kommun. I kommunen finns även de mindre orterna Bollingen och Wagen.
En majoritet (89,1 %) av invånarna är tyskspråkiga (2014). 45,4 % är katoliker, 24,7 % är reformert kristna och 30,0 % tillhör en annan trosinriktning eller saknar en religiös tillhörighet (2014).